# Bundestagswahlkreis Neubrandenburg – Altentreptow – Waren – Röbel
Der Bundestagswahlkreis Neubrandenburg – Altentreptow – Waren – Röbel war ein Wahlkreis für die Wahlen zum Deutschen Bundestag in Mecklenburg-Vorpommern. Er umfasste die Stadt Neubrandenburg sowie die ehemaligen Landkreise Neubrandenburg, Waren, Altentreptow und Röbel.

## Geschichte
Der Wahlkreis wurde nach der Deutschen Wiedervereinigung für die Bundestagswahl 1990 neu gebildet und mit der Wahlkreisnummer 269 versehen.
Das Wahlkreisgebiet blieb bis zur Auflösung des Wahlkreises vor der Bundestagswahl 2002 unverändert. Es wurde schließlich auf die neu geschaffenen Wahlkreise Neubrandenburg – Mecklenburg-Strelitz – Uecker-Randow, Greifswald – Demmin – Ostvorpommern und Bad Doberan – Güstrow – Müritz verteilt.

## Abgeordnete
Direkt gewählte Abgeordnete des Wahlkreises waren:
| Jahr | Name               | Partei | Anteil der Erststimmen |
| ---- | ------------------ | ------ | ---------------------- |
| 1998 | Götz-Peter Lohmann | SPD    | 36,2 %                 |
| 1994 | Paul Krüger        | CDU    | 43,1 %                 |
| 1990 | Paul Krüger        | CDU    | 42,7 %                 |